# Tour en Sapin-Blanc
Weißtannenturm
La tour en Sapin-Blanc (allemand : Weißtannenturm) est une tour panoramique  de 44 mètres de haut, construite en 2003 dans le jardin des Deux-Rives, à Kehl, en Allemagne. Elle utilise le bois de troncs provenant d'une forêt de Nordrach, qui sont consolidés par de l'acier. Deux plateformes d'observation, à 30 et 35 mètres de hauteur, donnent une vue panoramique sur Strasbourg, mais également par temps clair, tout le nord de la Plaine d'Alsace, et sa région sœur de l'autre côté du Rhin.
La Weißtannenturm ne dispose ni d'ascenseur ni de rampe d'accès pour les fauteuils roulants, elle n'est donc pas accessible aux personnes handicapées.

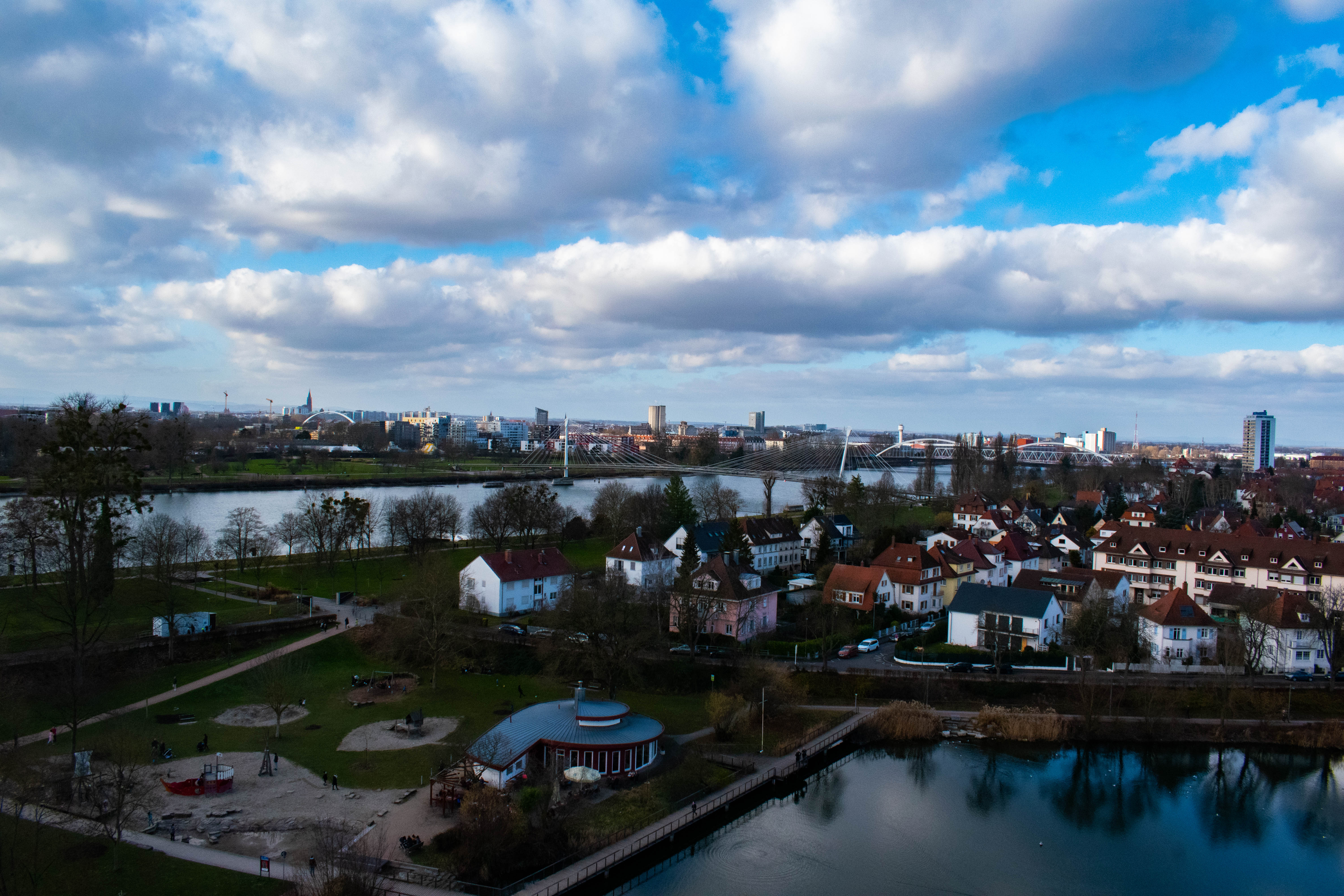
Vue panoramique depuis le sommet de la tour.